# Taishō Otome Otogibanashi
Taishō Otome Otogibanashi (Nhật: 大正処女御伽話 dịch: Câu chuyện cổ tích của thiếu nữ thời Taishō) là một bộ manga của Nhật Bản, được sáng tác và vẽ minh họa bởi Sana Kirioka. Bộ truyện được đăng trên tạp chí Jump Square của Shūeisha từ tháng 7 năm 2015 đến tháng 9 năm 2017, sau đó được tổng hợp thành năm tập tankōbon. Phiên bản chuyển thể anime, sản xuất bởi SynergySP, được phát sóng từ tháng 10 đến tháng 12 năm 2021.

## Nội dung
Cuối năm 1921, tức năm thứ 10 của thời kỳ Taishō (thời kỳ Đại Chính). Tamahiko Shima, con trai thứ hai của một gia tộc giàu có, bỗng chốc mất đi tất cả sau tai nạn ô tô khiến cánh tay phải bị liệt và mẹ anh qua đời. Với người cha tính toán lạnh lùng, Tamahiko từ đó trở thành "đồ bỏ" không còn giá trị trong kế hoạch kế thừa của gia đình. Họ xem anh như đã chết. Tuy nhiên, vì không muốn mang tiếng xấu nếu công khai từ mặt anh, gia tộc Shima đã đẩy Tamahiko đến một biệt thự hẻo lánh ở vùng núi tỉnh Chiba — khuất khỏi tầm mắt thiên hạ. Chấp nhận số phận bị ruồng bỏ, Tamahiko sống lặng lẽ với niềm tin rằng mình sẽ chết trong cô độc và bị lãng quên. Nhưng vào một đêm tuyết rơi tháng Mười Hai, một cô gái bất ngờ xuất hiện trước cửa nhà anh, tự giới thiệu mình là người được gửi đến để chăm sóc anh, và sau này sẽ trở thành vợ anh. Cô gái tên là Yuzuki Tachibana, thường hay được gọi "Yuzu" — được chính cha Tamahiko mua về từ một gia đình nghèo khó. Dù cũng phải rời xa quê hương và người thân, Yuzuki vẫn hết lòng chu toàn vai trò mới với một tinh thần lạc quan không gì lay chuyển được.
Ban đầu, Tamahiko — u uất và cay nghiệt vì bị ruồng bỏ — cảm thấy khó chịu với sự tươi sáng của Yuzuki. Nhưng dần dần, ánh sáng ấy đã sưởi ấm tâm hồn anh. Theo thời gian, giữa hai người nảy nở một tình yêu trong trẻo. Đến năm 1922, em gái Tamahiko là Tamako ghé thăm. Dù ban đầu lạnh lùng và hay công kích cô, Tamako dần mở lòng với Yuzuki. Họ cũng quen biết Ryō Atsumi, một cô gái với tính cách mạnh mẽ đang chăm sóc đàn em nhỏ trong nhà. Ryō thường xuyên trêu chọc và "móc túi" Tamahiko, nhưng về sau lại thân thiết với anh và Yuzuki. Tamahiko còn giúp các em của Ryō học hành.
Sang năm 1923, Yuzuki cùng em trai của Ryō là Ryōtarō rời Chiba lên Tokyo — người đi thăm bạn học, người đi học nghề. Nhưng họ không may bị cuốn vào trận đại động đất Kantō năm 1923. Tamahiko và Ryō liền lên đường đi bộ đến Tokyo tìm họ. Trong lúc đó, Tamahiko mở cửa nhà mình làm nơi tạm trú cho dân chạy nạn. Anh tìm thấy Yuzuki và đưa cô về một bệnh viện dã chiến do người chú ghẻ lạnh của anh điều hành. Sau thảm họa, ca sĩ nổi tiếng Kotori Shiratori đến Chiba biểu diễn, buổi diễn có sự tham gia của Yuzuki và Ryō. Về sau, Tamahiko quay lại việc học, đỗ kỳ thi đầu vào và kết thân với em trai song sinh của Kotori, tên là Hakaru. Kotori từng ghé thăm Tamahiko và Yuzuki để hỏi về tình yêu, nhằm lấy cảm hứng sáng tác.
Một ngày nọ, Yuzuki đột ngột biến mất. Tamahiko rơi lại vào hố sâu tuyệt vọng. Hóa ra, người thừa kế chính thức của gia tộc Shima, Tamaki, đã qua đời. Dù từng bị gạt bỏ, Tamahiko nay được mời về làm người kế nghiệp. Cùng lúc đó, Yuzuki bị chỉ định làm vợ của người em trai khác, Tamao. Tamahiko lập tức quay lại Tokyo, tìm và đưa Yuzuki về, đồng thời dứt khoát đoạn tuyệt với người cha độc đoán. Tamako và Tamao cũng theo anh rời bỏ gia tộc, để lại Tamayo, chị cả, là người duy nhất tiếp tục mang dòng họ Shima. Để chuẩn bị cho hôn lễ, Tamahiko và Yuzuki về thăm gia đình cô ở Iwate. Sau này, Tamahiko chính thức lấy họ Tachibana của Yuzuki và trở thành một thầy giáo. Tamao và Tamako thì được người chú nhận nuôi.

## Nhân vật

### Taishō Otome Otogibanashi
Tamahiko Shima (志磨 珠彦 Shima Tamahiko)
Lồng tiếng bởi: Yūsuke Kobayashi, Aya Yamane (còn trẻ)
Nhân vật chính của bộ truyện. Anh là con trai thứ hai trong gia tộc Shima giàu có ở Tokyo. Sau một vụ tai nạn ô tô khiến mẹ anh thiệt mạng và làm tê liệt cánh tay phải – tay thuận của anh – Tamahiko bị cha xem là vô dụng và bị đưa đến sống cô lập tại biệt thự gia đình ở vùng núi Chiba. Ban đầu chìm trong sự bi quan và chán ghét bản thân, anh dần thay đổi khi Yuzuki xuất hiện và trở thành người chăm sóc cho anh. Tamahiko dần gắn bó và đem lòng yêu Yuzuki, nhưng vẫn mong muốn trở thành một người tốt hơn trước khi cưới cô. Khi anh trai cả qua đời và Tamahiko được chọn làm người thừa kế mới, Yuzuki bị gia đình ép tái gả cho em trai anh. Từ đó, Tamahiko quyết định cắt đứt quan hệ với gia đình, cưới Yuzuki và cùng nhau họ có ba người con. Nhờ có năng khiếu trong việc giảng dạy, sau này anh trở thành giáo viên tiểu học.
Yuzuki Tachibana (立花 夕月 Tachibana Yuzuki)
Lồng tiếng bởi: Saya Aizawa
Nhân vật nữ chính của bộ truyện. Ở tuổi 14, cô phải nghỉ học tại trường nữ sinh mà mình đang theo học sau khi gia đình lâm vào cảnh nợ nần và bán cô cho gia tộc Shima với số tiền lớn vào thời điểm đó – 10.000 yên – để trở thành người chăm sóc và vợ sắp cưới của Tamahiko. Luôn lạc quan và tươi sáng, Yuzuki sớm nhận ra bản chất tốt bụng đằng sau vẻ ngoài lạnh lùng của Tamahiko và quyết tâm khiến anh mở lòng bằng sự tận tụy chân thành của mình. Cô nhanh chóng cảm mến Tamahiko vì sự tử tế và chân thành mà anh thể hiện, rồi sớm đem lòng yêu anh và kiên định với mong muốn trở thành vợ anh. Bất chấp sự can thiệp của gia đình Shima nhằm chia cắt hai người và buộc Tamahiko quay lại kế thừa dòng họ, Yuzuki và Tamahiko quyết định rời bỏ gia tộc và sống cùng nhau trong hoàn cảnh khiêm tốn nhưng hạnh phúc. Sau này, họ có với nhau ba người con.
Tamako Shima (志磨 珠子 Shima Tamako)
Lồng tiếng bởi: Yume Miyamoto
Em gái của Tamahiko và là con út trong gia đình Shima. Do lớn lên trong môi trường giàu có và được nuông chiều, cô có tính cách hỗn hào và thích kiểm soát. Tuy nhiên, bên trong là một đứa trẻ nhạy cảm và giàu tình cảm. Tuổi thơ cô đơn khiến Tamako khó tin tưởng người khác. Quãng thời gian sống tại biệt thự của anh trai giúp cô dần gắn bó và hàn gắn quan hệ với Tamahiko. Cô cũng thân thiết với Yuzuki và xem cô như một người chị gái. Bị ảnh hưởng bởi lối sống và nhân cách của Tamahiko và Yuzuki, Tamako quyết định theo đuổi nghề y và đến sống với người bác. Dù ban đầu cảm thấy phiền phức với Hakaru, cô dần nảy sinh tình cảm và sau này kết hôn với anh.
Ryō Atsumi (渥美 綾 Atsumi Ryō)
Lồng tiếng bởi: Chika Anzai
Một thiếu nữ 18 tuổi sống tại thị trấn gần biệt thự của Tamahiko. Cô sống cùng ba người em trai nhỏ và thường móc túi để nuôi các em, đồng thời bảo vệ họ khỏi người cha vũ phu – kẻ từng có ý định bán cô vào nhà chứa. Ryō gặp Tamahiko khi đang đột nhập vào khu biệt thự của anh để trộm đồ, nhưng mối quan hệ giữa hai người dần trở nên thân thiện hơn sau khi Tamahiko bắt đầu dạy học cho các em của cô. Về sau, Ryō nảy sinh tình cảm với Tamahiko nhưng không theo đuổi anh vì biết rõ anh yêu Yuzuki. Ban đầu, cô căm ghét Yuzuki vì cho rằng Yuzuki vẫn có thể hạnh phúc dù bị bán đi, nhưng dần dần, cô cảm phục sự lạc quan và kiên cường của Yuzuki.
Kotori Shiratori (白鳥 ことり Shiratori Kotori)
Lồng tiếng bởi: Ayasa Itō
Một ca sĩ nổi tiếng, người mà Yuzuki, Tamako và sau đó là Tamahiko hâm mộ. Sau khi biểu diễn cho người dân địa phương, cô trở nên thân thiết với cả ba. Kotori sau đó tìm đến Yuzuki để xin lời khuyên trong việc sáng tác một ca khúc về tình yêu.
Hakaru Shiratori (白鳥 策 Shiratori Hakaru)
Lồng tiếng bởi: Shun'ichi Toki
Em trai song sinh của Kotori. Anh kết bạn với Tamahiko sau khi cậu trở lại trường học. Trước đây Hakaru từng là một nhạc công giống như chị gái mình, nhưng đã từ bỏ sự nghiệp âm nhạc sau ba năm chống chọi với bệnh tật. Anh quen biết Tamako khi cả hai cùng tham gia công việc tình nguyện tại bệnh viện của bác cô. Về sau, họ phát triển mối quan hệ tình cảm và kết hôn.
Tamayoshi Shima (志磨 珠義 Shima Tamayoshi)
Lồng tiếng bởi: Shunsuke Sakuya
Cha của Tamahiko, Tamako, Tamaki, Tamayo và Tamao. Ông là một người tàn nhẫn, lạnh lùng với chính gia đình mình và xem tiền bạc cùng địa vị là thước đo tối thượng của thành công. Sự tàn bạo của ông thể hiện rõ khi sẵn sàng ruồng bỏ Tamahiko vì khuyết tật và tuyên bố rằng anh đã chết. Ông cũng để mặc cho Tamayo hành hạ các em ruột, và hoàn toàn thờ ơ với phúc lợi của con cái nếu điều đó không mang lại lợi ích cho bản thân.
Tamaki Shima (志磨 珠樹 Shima Tamaki)
Lồng tiếng bởi: Fumiya Imai
Tamaki Shima là con cả của gia tộc Shima, anh trai của Tamahiko, Tamako, Tamayo và Tamao. Anh bị thương trong trận đại động đất Kantō, nhưng sau đó qua đời do bị Tamayo đầu độc.
Tamayo Shima (志磨 珠代 Shima Tamayo)
Lồng tiếng bởi: Eri Kitamura
Con thứ hai trong gia tộc Shima. Cô tàn nhẫn không kém cha mình, thậm chí còn lấy làm thích thú trong việc cướp đoạt hay tiêu diệt bất kỳ điều gì mang lại hạnh phúc cho người khác. Tamayo đặc biệt độc ác với các em ruột, khiến họ luôn sống trong sợ hãi. Mục tiêu lớn nhất của cô là giành trọn sự chú ý của cha và kế thừa vị trí người đứng đầu gia tộc bằng mọi giá. Sau này, cô nhận nuôi Jintaro Shima, nhưng cậu bé đã bỏ trốn vì bị ngược đãi và giao nộp cô cho cảnh sát vì những tội ác đã gây ra. Tamayo mắc bệnh lao và qua đời khi đang chờ xét xử.
Tamao Shima (志磨 珠央 Shima Tamao)
Lồng tiếng bởi: Yoshitaka Yamaya
Con thứ tư trong gia tộc Shima. Tuy nhiên, về sau anh được tiết lộ là con ngoài giá thú của Tamasuke Shima và Touko Shima. Ban đầu, Tamao oán ghét Tamahiko vì anh là người sống sót trong tai nạn đã cướp đi sinh mạng của mẹ họ, nhưng cả hai sau đó đã làm hòa. Về sau, Tamao từ bỏ họ Shima và chuyển đến sống với cha ruột để chuẩn bị tiếp quản bệnh viện của ông.
Mèo hoang (野良猫 Nora neko)
Lồng tiếng bởi: Yūna Mimura
Một con mèo sống tại biệt thự của Tamahiko. Yuzuki gọi nó là "Haru".
Midori (美鳥)
Lồng tiếng bởi: Sayumi Suzushiro
Bạn thân của Yuzuki từ ngôi trường nữ sinh trước khi cô bị bán đi. Cả hai vẫn giữ liên lạc với nhau qua việc trao đổi thư từ. Yuzuki đến thăm cô ở Tokyo sau khi Midori viết thư báo rằng cô sẽ kết hôn vì đang mang thai.
Ryōtarō Atsumi (渥美 綾太郎 Atsumi Ryōtarō)
Lồng tiếng bởi: Yūna Mimura
Anh cả trong số các em trai của Ryō. Do cha là một kẻ nghiện rượu bạo lực, cậu luôn cố gắng chăm lo cho các em mình. Cậu đặc biệt quan tâm đến Ryō vì hiểu được những hy sinh mà cô phải chịu đựng để nuôi sống cả nhà. Sau này, cậu rời quê để lên Tokyo làm công nhân.
Yamato Atsumi (渥美 ヤマト Atsumi Yamato)
Lồng tiếng bởi: Mari Hino
Một trong những em trai của Ryō.
Keita Atsumi (渥美 ケイタ Atsumi Keita)
Lồng tiếng bởi: Nao Ojika
Một trong những em trai của Ryō. Không có nhiều thông tin chi tiết về cậu bé này, nhưng cậu là một phần trong gia đình mà Ryō luôn cố gắng bảo vệ và chăm lo, đặc biệt trong bối cảnh cha của họ nghiện rượu và bạo lực.
Tamasuke Manabe (曲直部 珠介 Manabe Tamasuke)
Lồng tiếng bởi: Wataru Hatano
Chú ruột bên nội của Tamahiko. Ông rời khỏi gia tộc Shima sau khi Tamayoshi — anh trai mình — cướp người yêu và buộc cô phải kết hôn. Hiện là một bác sĩ, ông kết hôn với một người phụ nữ không rõ tên và lấy họ của bà làm họ mới. Trái ngược với phần lớn gia tộc Shima, ông là người ấm áp và đầy cảm thông, luôn ủng hộ Tamahiko và Tamako. Về sau, khi biết Tamao là con ruột của mình, ông đón cậu về nuôi và chuẩn bị để truyền lại bệnh viện cho con.
Mẹ của Yuzuki (立花 お母さん Tachibana okāsan)
Lồng tiếng bởi: Ayumi Tsunematsu
Mẹ của Yuzuki. Bà là một người phụ nữ hiền hậu, luôn lo lắng khi con gái bị bán cho gia tộc Shima để giúp đỡ gia đình vượt qua khó khăn tài chính. Sau này, bà mang thai lần nữa trước khi Yuzuki trở về đoàn tụ với cha mẹ và giới thiệu Tamahiko với họ.

### Shōwa Otome Otogibanashi
Jintaro Shima ( 志磨 仁太郎 Shima Jintarō)
Một họ hàng xa của gia tộc Shima và là con nuôi của Tamayo. Sau khi bị cha mẹ ruồng bỏ và bị Tamayo ngược đãi, Jintarō trở về quê để gặp lại người bạn thời thơ ấu và cũng là mối tình đầu, Tokoyo, trước khi định tự sát. Tuy nhiên, anh dần nảy sinh lại tình cảm với cô, và cả hai giả chết để trốn thoát khỏi Tamayo, đồng thời tố giác cô với cảnh sát. Họ kết hôn và mở một tiệm trà riêng, nhưng sau đó Jintarō bị gọi nhập ngũ trong Thế chiến II. Anh được cho là đã hy sinh ngoài mặt trận nhưng thực tế vẫn sống sót. Sau chiến tranh, Jintarō và Tokoyo có với nhau một người con trai.
Tokoyo Kurosaki ( 黒咲 常世 Kurosaki Tokoyo)
Bạn thời thơ ấu và cũng là người yêu của Jintarō. Do bị mẹ kế ngược đãi, Tokoyo trở nên phụ thuộc tinh thần vào Jintarō đến mức cô thà chết chứ không muốn sống nếu không có anh. Cô nỗ lực hết mình để giành lại trái tim anh, và cả hai cùng nhau bỏ trốn nhằm thoát khỏi sự kiểm soát của Tamayo. Tokoyo sau đó mắc bệnh lao. Cô kết hôn với Jintarō trước khi anh bị gọi nhập ngũ trong Thế chiến II. Khi nghe tin anh đã hy sinh, cô suýt tự sát, nhưng sau đó vỡ òa trong hạnh phúc khi biết anh còn sống. Về sau, họ có với nhau một người con trai.
Liselotte Meggendorfer (リーゼロッテ・メッゲンドルファー Meggendorufā Rīzerotte)
Con gái của người bảo trợ Jintarō. Cô say mê anh và xem Tokoyo là tình địch. Mặc dù chấp nhận rằng Jintarō sẽ không bao giờ đáp lại tình cảm của mình, cô vẫn tin rằng trái tim mình sẽ không bao giờ thay đổi.
Tsukihiko Tachibana (立花 月彦 Tachibana Tsukihiko)
Con trai cả và là đứa con đầu lòng của Tamahiko và Yuzuki. Cậu bé có ngoại hình giống cha, tính cách chững chạc và dễ mến.
Ritsu (りつ Ritsu)
Một miko (nữ tu sĩ Thần đạo) làm việc tại đền thờ thuộc khu nhà trọ suối nước nóng Arima, nơi Tokoyo và Jintaro sinh sống và làm việc. Cô kết thân với Tokoyo và tỏ ra căm ghét đàn ông. Thầm trong lòng, cô đem lòng yêu Tokoyo.

## Truyền thông

### Manga
Taishō Otome Otogibanashi, được viết và vẽ minh họa bởi Sana Kirioka, đã được đăng dài kỳ trên tạp chí Jump Square của Shūeisha từ tháng 7 năm 2015 đến tháng 9 năm 2017. Shūeisha đã tổng hợp các chương của bộ manga này thành năm tập tankōbon, tính từ ngày 4 tháng 2 năm 2016 đến ngày 4 tháng 10 năm 2017.
Phần tiếp theo, có tiêu đề Shōwa Otome Otogibanashi (昭和オトメ御伽話), đã được đăng dài kỳ trên tạp chí Shōnen Jump+ của Shūeisha từ ngày 21 tháng 8 năm 2018 đến ngày 12 tháng 5 năm 2020. Shūeisha đã tổng hợp các chương của phần manga này thành năm tập tankōbon, tính từ ngày 4 tháng 1 năm 2019 đến ngày 3 tháng 7 năm 2020.
Phần ngoại truyện có tiêu đề Taishō Otome Otogibanashi: Pessimist no Shokutaku (大正処女御伽話―厭世家ノ食卓― Taishō Otome Otogibanashi: Peshimisuto no Shokutaku) đã được đăng dài kỳ trên tạp chí Shōnen Jump+ từ ngày 3 tháng 7 đến ngày 31 tháng 12 năm 2021. Shūeisha đã tổng hợp các chương của phần manga này thành hai tập tankōbon, tính từ ngày ngày 4 tháng 10 năm 2021 đến ngày 4 tháng 3 năm 2022.

#### Taishō Otome Otogibanashi
| # | Ngày phát hành           | ISBN              |
| - | ------------------------ | ----------------- |
| 1 | Ngày 4 tháng 2 năm 2016  | 978-4-08-880593-1 |
| 2 | Ngày 3 tháng 6 năm 2016  | 978-4-08-880725-6 |
| 3 | Ngày 2 tháng 12 năm 2016 | 978-4-08-880833-8 |
| 4 | Ngày 2 tháng 5 năm 2017  | 978-4-08-881081-2 |
| 5 | Ngày 4 tháng 10 năm 2017 | 978-4-08-881160-4 |

#### Shōwa Otome Otogibanashi
| # | Ngày phát hành           | ISBN              |
| - | ------------------------ | ----------------- |
| 1 | Ngày 4 tháng 1 năm 2019  | 978-4-08-881706-4 |
| 2 | Ngày 2 tháng 5 năm 2019  | 978-4-08-881819-1 |
| 3 | Ngày 4 tháng 10 năm 2019 | 978-4-08-882121-4 |
| 4 | Ngày 4 tháng 3 năm 2020  | 978-4-08-882242-6 |
| 5 | Ngày 3 tháng 7 năm 2020  | 978-4-08-882399-7 |

#### Taishō Otome Otogibanashi: Pessimist no Shokutaku
| # | Ngày phát hành           | ISBN              |
| - | ------------------------ | ----------------- |
| 1 | Ngày 4 tháng 10 năm 2021 | 978-4-08-882807-7 |
| 2 | Ngày 4 tháng 3 năm 2022  | 978-4-08-882882-4 |

### Anime
Vào ngày 20 tháng 12 năm 2020, trong sự kiện trực tuyến Jump Festa '21, đã có thông báo rằng bộ manga này sẽ được chuyển thể thành anime, do SynergySP sản xuất. Phim được đạo diễn bởi Jun Hatori, với Hiroko Fukuda viết kịch bản, Mayu Watanabe thiết kế nhân vật, và Yasuharu Takanashi sáng tác nhạc. Bộ phim được phát sóng từ ngày 9 tháng 10 đến ngày 25 tháng 12 năm 2021, trên các kênh TV Tokyo, TVO, BS11 và AT-X. Bài hát ở phần mở đầu là Otome no Kokoroe (オトメの心得 Otome no Kokoroe, 'Kinh nghiệm của một người thiếu nữ'), được trình bày bởi Garnidelia, bài hát kết thúc là Magokoro ni Kanade (真心に奏 Magokoro ni Kanade, 'Chơi nhạc một cách chân thành'), được trình bày bởi Shun'ichi Toki. Ayasa Itō đã trình bày ca khúc kết thúc của tập 12 là Koi no Uta (戀ノ歌 Koi no Uta, 'Bài hát của tình yêu'). Funimation đã phát trực tuyến bộ anime này, trong khi Muse Communication đã xuất bản bộ anime này tại khu vực Đông Nam Á.

#### Danh sách tập phim
| TT. | Tiêu đề | Đạo diễn                     | Biên kịch     | Kịch bản phân cảnh | Ngày phát hành gốc   |
| --- | --- | ---------------------------- | ------------- | ------------------ | -------------------- |
| 1   | "Yuzuki Arrives" Chuyển ngữ: "Yuzuki Kitaru" (tiếng Nhật: 夕月 来タル)                                                 | Takatoshi Suzuki             | Hiroko Fukuda | Jun Hatori         | 9 tháng 10 năm 2021  |
| 2   | "Tamahiko Dies" Chuyển ngữ: "Tamahiko Shisu" (tiếng Nhật: 珠彦 死ス)                                                   | Yoshiaki Okumura             | Hiroko Fukuda | Kunihisa Sugishima | 16 tháng 10 năm 2021 |
| 3   | "The Black Lily" Chuyển ngữ: "Kuroyuri no Musume" (tiếng Nhật: 黒百合ノ娘)                                             | Chihiro Kumano               | Hiroko Fukuda | Jun Hatori         | 23 tháng 10 năm 2021 |
| 4   | "Happiness Is Under the Moonlight" Chuyển ngữ: "Shiawase wa Tsukiakari no Shita ni" (tiếng Nhật: 幸セハ月明カリノ下ニ) | Takatoshi Suzuki             | Hiroko Fukuda | Kunihisa Sugishima | 30 tháng 10 năm 2021 |
| 5   | "September First" Chuyển ngữ: "Kugatsu Tsuitachi" (tiếng Nhật: 九月一日)                                               | Yoshiaki Okumura Shūji Saitō | Hiroko Fukuda | Hiroyuki Ōshima    | 6 tháng 11 năm 2021  |
| 6   | "The Bad Girl" Chuyển ngữ: "Warui Musume" (tiếng Nhật: 悪イ娘)                                                         | Masamune Hirata              | Hiroko Fukuda | Kunihisa Sugishima | 13 tháng 11 năm 2021 |
| 7   | "Tamahiko-Sensei" Chuyển ngữ: "Tamahiko-sensei" (tiếng Nhật: 珠彦先生)                                                 | Chihiro Kumano               | Hiroko Fukuda | Ken'ichi Nishida   | 20 tháng 11 năm 2021 |
| 8   | "Tamahiko Goes to School" Chuyển ngữ: "Tamahiko Gakkō e" (tiếng Nhật: 珠彦 学校ヘ)                                     | Takatoshi Suzuki             | Hiroko Fukuda | Jun Hatori         | 27 tháng 11 năm 2021 |
| 9   | "Hakaru and Kotori" Chuyển ngữ: "Hakaru to Kotori" (tiếng Nhật: 策トコトリ)                                            | Shūji Saitō                  | Hiroko Fukuda | Kunihisa Sugishima | 4 tháng 12 năm 2021  |
| 10  | "Yuzuki Goes to Tokyo" Chuyển ngữ: "Yuzuki Tōkyō e Iku" (tiếng Nhật: 夕月 東京ヘ行ク)                                  | Ken'ichi Nishida             | Hiroko Fukuda | Ken'ichi Nishida   | 11 tháng 12 năm 2021 |
| 11  | "In Search of Yuzuki" Chuyển ngữ: "Yuzuki o Motomete" (tiếng Nhật: 夕月ヲ求メテ)                                       | Masamune Hirata              | Hiroko Fukuda | Kunihisa Sugishima | 18 tháng 12 năm 2021 |
| 12  | "A Spring Storm" Chuyển ngữ: "Haru no Arashi" (tiếng Nhật: 春ノ嵐)                                                     | Takatoshi Suzuki             | Hiroko Fukuda | Jun Hatori         | 25 tháng 12 năm 2021 |

## Đón nhận
Vào năm 2017, bộ manga được xếp hạng thứ bảy tại Giải thưởng Tsugi ni kuru Manga Taishō ở hạng mục manga in ấn.
Tập đầu tiên của bản chuyển thể anime nhận được nhiều ý kiến trái chiều từ đội ngũ biên tập của Anime News Network trong phần giới thiệu mùa Thu năm 2021. Richard Eisenbeis nhận xét rằng người xem cần có sự hiểu biết nhất định về thời kỳ Đại Chính để có thể thưởng thức bộ phim, đồng thời cho rằng tính cách của Yuzuki khiến cô trở thành một công cụ để phát triển câu chuyện của Tamahiko, và gọi đây là "một bộ anime hoàn toàn có thể xem được", nhưng anh không có lý do gì để tiếp tục theo dõi. Nicholas Dupree hiểu được mục tiêu mang tính nhẹ nhàng của bộ phim nhưng cho rằng tác phẩm thiếu chiều sâu để khai thác các chủ đề được đưa ra và chưa khiến cặp đôi chính trở nên hấp dẫn về mặt lãng mạn ngoài những cảm xúc sáo rỗng, kết luận: "Nhìn chung đây là một trải nghiệm dễ chịu, nhưng tôi không muốn lặp lại lần nữa." James Beckett thì cho rằng bộ phim có "bối cảnh thời kỳ khá ổn và vài câu đùa vui", nhưng lại chỉ trích việc cặp đôi chính thiếu sự ăn ý cũng như khía cạnh hôn nhân bị khai thác một cách lặp lại mà thiếu chiều sâu trưởng thành trong cách kể chuyện, và cho rằng khán giả nào thích "một phiên bản lịch sử lãng mạn dễ thương, không tham vọng" sẽ hài lòng với tác phẩm này. Rebecca Silverman nhận xét: "Mặc dù không có gì mới mẻ, nhưng có một nét quyến rũ thuần khiết trong bộ phim này. Điều đó phần nào bù đắp cho các tuyến truyện hoặc lời thoại sáo rỗng cùng phần hình ảnh đơn giản, đôi lúc thiếu tinh tế. Cốt lõi của bộ phim là câu chuyện quen thuộc về hai con người học cách quan tâm đến nhau và vượt qua các trở ngại mà cuộc đời đặt ra. Miễn là trái tim của bộ phim này vẫn ấm áp và đập đều, thì nó có thể trở thành một tác phẩm quyến rũ nhẹ nhàng."
Biên tập viên Caitlin Moore của ANN đã đánh giá toàn bộ loạt phim vào năm 2022 và chấm điểm B−. Cô khen ngợi mạch truyện "dễ chịu và tươi sáng", cách khai thác những con người bị tổn thương đang tìm cách sống sót và tìm kiếm sự an ủi trong cộng đồng, cùng cách thể hiện khiếm khuyết của Tamahiko. Tuy vậy, cô cũng chỉ trích tính cách "một chiều và quá vui vẻ" của Yuzuki thiếu nội tâm, cũng như phần "hình ảnh thiếu ấn tượng" không đủ để nâng tầm câu chuyện, và kết luận rằng: "Tổng thể, Taisho Otome Fairy Tale là một loạt phim khá ổn, nhưng lại bị giới hạn bởi sự ngại ngần không muốn vượt ra ngoài mức độ ‘ổn’ … Dẫu vậy, đây vẫn là một bộ phim thư giãn dành cho những ai đã chán thể loại ‘các cô gái dễ thương làm việc dễ thương’, hoặc đang tìm kiếm một tác phẩm có cách thể hiện người khuyết tật một cách chừng mực." Allen Moody, cây bút của THEM Anime Reviews, thì cho rằng bộ phim "sáo rỗng và sướt mướt" với lối kể chuyện "lười biếng", các nhân vật rập khuôn và chuyện tình cảm không thuyết phục giữa hai nhân vật chính, gọi đây là "một bộ phim hướng tới số đông với công thức dễ lấy đi nhiều nước mắt", vốn sẽ thu hút một bộ phận khán giả nhất định.